# Arbanats
Arbanats egy francia település Gironde megyében az Aquitania régióban. Lakosainak száma 1355 fő (2022. január 1.). Lakosainak száma 1355 fő (2022. január 1.).

## Adminisztráció
Polgármesterek:
- 2001–2020 Daniel Dubourg[2]

## Demográfia
| Lakosok száma | 541  | 652  | 757  | 960  | 1140 | 1186 | 1272 | 1335 | 1359 | 1355 |
|               | 1968 | 1982 | 1990 | 2006 | 2013 | 2015 | 2017 | 2019 | 2020 | 2022 |